# Szent Mihály és Gábriel arkangyalok temploma (Neszebar)
A Szent Mihály és Gábriel arkangyalok temploma (bolgárul: Църква Свети архангели Михаил и Гавраил) a 13. vagy a 14. században épült Neszebarban, bizánci stílusban. A ma már csak romjaiban látható épület szerepel a világörökségi listán.

## Története
Az egyhajós, három apszisos templomot egykor kupola fedte, és volt egy magas harangtornya. Az épület teteje nagyrészt hiányzik. A ma is látható, téglából rakott íveket a felújítás során acéllal erősítették meg. A templom 1927 óta állami védelmet élvez, 1964-ben fontos nemzeti kulturális emléknek minősítette Bulgária.
A templom 13,9 méter hosszú, 5,3 méter széles, vörös égetett téglából és fehér faragott kőből épült. A többi neszebari templomhoz hasonlóan bizánci stílusú. A templomba egy kétbejáratos (északi és déli) narthexen keresztül lehetett bejutni, az oltárt három részre osztották. Az északi és déli homlokzatra boltozatos vakfülkéket illesztettek, amelyeket mozaikok díszítettek. Mindkét falra félköríves timpanon került három-három ablakkal. A keleti oltárfalon apszisonként egy, összesen három rácsos ablak kapott helyet. A nyugati oldalon egy négyszögletes torony és egy fedett előcsarnok állt. A templom belső díszei mára eltűntek.